# آرائیک گئورگیان
آرائیک گوورگیان (ارمنی: Արայիկ Գեւորգյան) (زاده ۲۲ ژانویه ۱۹۷۳ در کاغتسراشن) یک کشتی‌گیر بازنشستهٔ اهل ارمنستان است که در دستهٔ سبک‌وزن کشتی آزاد رقابت می‌کرد. او سه مدال طلای مسابقات قهرمانی کشتی جهان (۱۹۹۵، ۱۹۹۷، ۱۹۹۸) را کسب کرده است. گوورگیان به عنوان ملی‌پوش ارمنستان در سه دورهٔ بازی‌های المپیک (۱۹۹۶، ۲۰۰۰، ۲۰۰۴) شرکت کرد که موفق به کسب مدال نشد.